# Dome Mountain (Park County, Wyoming)
Der Dome Mountain ist ein Berg im nordwestlichen Teil des Yellowstone-Nationalparks im US-Bundesstaat Wyoming. Sein Gipfel hat eine Höhe von 3018 m und ist Teil der Gallatin-Range in den Rocky Mountains. Der Trilobite Point und der Mount Holmes befinden sich rund einen Kilometer südlich.

## Belege
1. ↑  Dome Mountain - Peakbagger.com. Abgerufen am 24. Dezember 2020.
2. ↑  GNIS Detail - Dome Mountain. Abgerufen am 24. Dezember 2020.